# Jacob Farrell
Jacob Brett Farrell (Gosford, 19 novembre 2002) è un calciatore australiano, difensore dei Portsmouth.

## Carriera

### Club
Con i C.C. Mariners vince la Coppa dell'AFC 2023-2024 e due volte il campionato australiano.

### Nazionale
Vanta 6 presenze con la rappresentativa giovanile australiana Under-23.

## Palmarès

### Club

#### Competizioni nazionali
- A-League Men: 2

C.C. Mariners: 2022-2023,  2023-2024

#### Competizioni internazionali
- Coppa dell'AFC: 1

C.C. Mariners: 2023-2024

### Individuale
Calciatore australiano dell'anno: 2023-2024